# Cardiophorus ebeninus
Cardiophorus ebeninus is een keversoort uit de familie kniptorren (Elateridae). De wetenschappelijke naam van de soort is voor het eerst geldig gepubliceerd in 1824 door Germar.